# 成川式土器

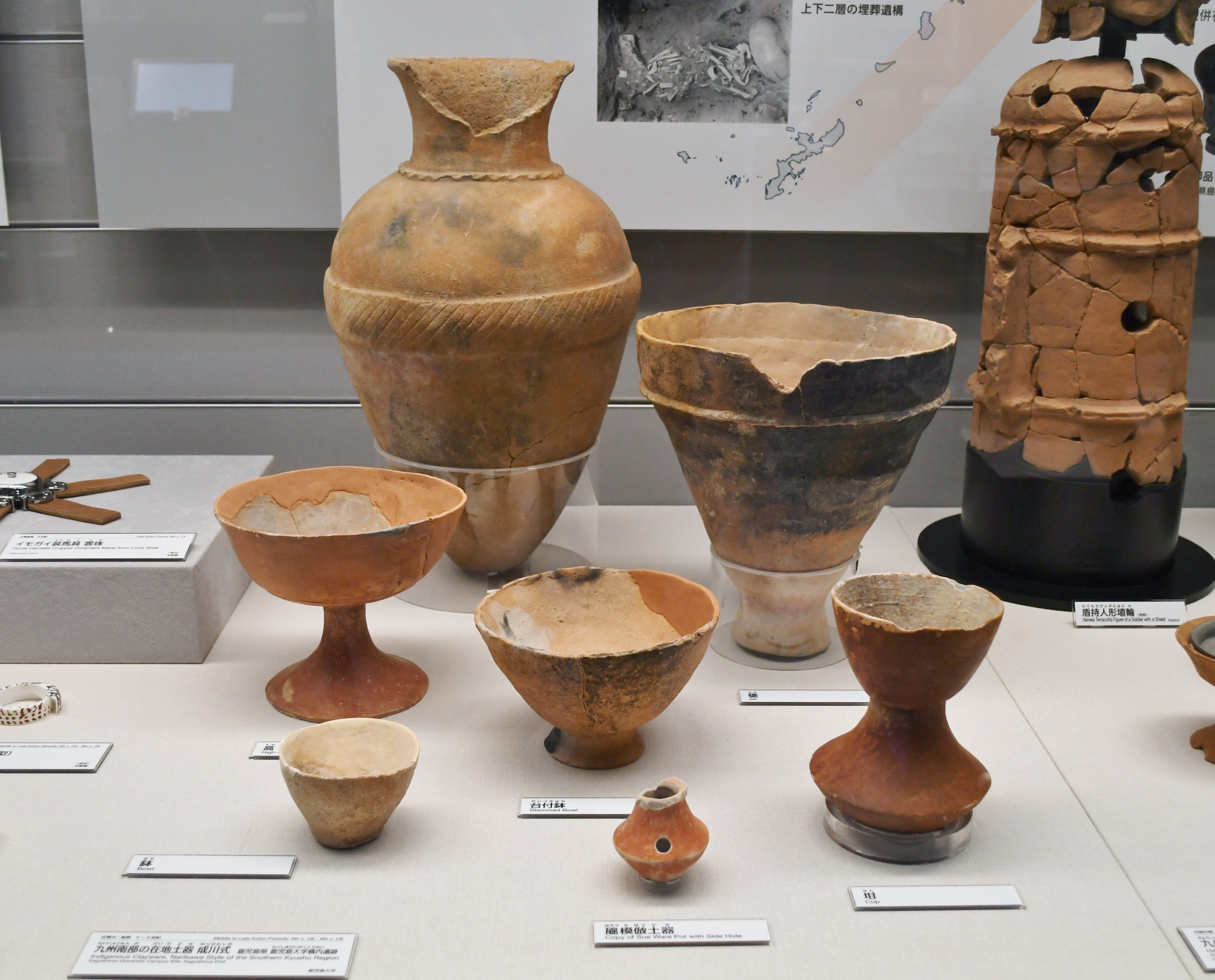
成川式土器鹿児島大学構内遺跡出土。国立歴史民俗博物館展示。

成川式土器（なりかわしきどき）は、九州地方南部に分布する古墳時代の土器。鹿児島県指宿市山川成川の成川遺跡を標式遺跡とする。かつては弥生土器と認識されていたが、現在は弥生時代終末期～古墳時代、一部は奈良時代まで存続する地域色の強い土器様式であることが明らかとなっている。 

## 概要

### 器種構成と器形
九州南部の弥生時代中期後半の土器様式「山之口式」・「高付式」の系譜を受け継いでおり、器種や器形に類似するものが多い。器壁は土師器に比べて厚みがあり、白っぽい色調である。器種はさまざまあるが、壺、甕、鉢、高坏、小型壺（坩）などがある。
- 壺：外反する短い口縁に卵形の胴部が付く。胴部最大径の位置には突帯、または帯状に粘土紐が巻かれ、その表面には沈線や円紋等を刻むことにより、縄を表現したような装飾がなされている。
- 甕：口縁を最大径とする胴部と、その下端に僅かに末広がりとなる脚部がつく。胴部中位よりやや上には壺と同じく縄をイメージしたような粘土紐が巡る。
- 鉢：甕を小さくし、甕から脚部を除いたような器形。
- 高坏：内湾する受部に長い脚部がつく。土師器ないし須恵器の高坏の影響を受けていると見られる。赤彩が塗布され、極めて精巧な作りのものが多い。
- 小型丸底壺（坩）：直線的に外反する口縁にやや小さな丸底の胴部がつくものや、内湾する口縁に、断面「くの字」形の強い張り出しをもつ胴部がつく特異な形状のものなどがある。

### 研究略史
日本考古学黎明期の1919年（大正8年）、縄文土器と弥生土器の区別や、およその年代などについて論じられている研究水準にあって、考古学者の濱田耕作により全国各地で出土した弥生土器が集成された際、成川式土器は薩摩・大隅半島の弥生土器とみなされた。
また同時期、濱田が発掘調査を行った指宿市橋牟礼川遺跡出土の成川式土器も、弥生土器として認識されていた（後述）。
その後、各地の遺跡調査で、須恵器や土師器と共伴して出土する事例もあったが、成川式土器を弥生土器としてとらえる見方は変わらず、古墳時代になっても九州南部では弥生土器が継続して使われるという見解がなされた。
1957年（昭和32年）、指宿市成川遺跡の発掘調査と、1974年（昭和49年）のその調査報告以降、この土器群に「成川式土器」の名称が使われ始める。
1980年代以降、研究の進歩により、成川式土器は、その隆盛のピークが古墳時代にあることが徐々に明らかとなり、弥生土器ではなく、また古墳時代土器の典型である土師器や須恵器とも異なる、九州南部独特の土器であることが確定した。実年代については弥生終末から古墳時代後期に及ぶことが明らかとなった。
現在では橋牟礼川遺跡の新たな調査により、甕などの一部の器種は、8世紀後半まで存続することが明らかとなっている。

## 橋牟礼川遺跡の学史的成果と成川式土器
指宿市十二町所在の橋牟礼川遺跡は、1916年（大正5年）に旧制志布志中学校の生徒が土器片を拾ったことがきっかけで存在が確認され、1918～19年（大正7～8年）に、濱田耕作が中心となって発掘調査を行った。
その際、開聞岳噴出物の堆積層を挟んで、下層に縄文土器が含まれ、上層に弥生土器（とされた土器）が含まれていたことで、当時論争となっていた「縄文土器と弥生土器の違いは年代の差なのか、使用する人種や民族の差なのか」という問題が、層位学的事実により「年代差」であることが決着した。
現在では常識となっている「縄文時代から弥生時代へ」という時代の推移は、この遺跡の調査によって明らかとなったのであり、考古学史に残る成果であった。
しかし、濱田らが発掘したこの「弥生土器」は、先に挙げた研究史の成果から見て、今日では古墳時代後期の「成川式土器」に位置付けられるものであった。すなわち、「縄文土器（時代）から弥生土器（時代）へ推移した」という歴史的事実に誤りはなく、橋牟礼川遺跡の調査は間違いなくそれを証明したが、その根拠となった橋牟礼川遺跡上層の土器は、型式学的にも年代的にも弥生土器ではなかったのである。